# Campionati mondiali di canoa/kayak 1997
I 28esimi Campionati mondiali di canoa/kayak si sono svolti a Dartmouth (Canada) nel 1997.

## Medagliere
| Pos. | Paese         | Oro | Argento | Bronzo | Totale |
| ---- | ------------- | --- | ------- | ------ | ------ |
| 1    | Germania      | 9   | 1       | 2      | 12     |
| 2    | Ungheria      | 7   | 6       | 2      | 15     |
| 3    | Canada        | 3   | 1       | 0      | 3      |
| 4    | Italia        | 1   | 5       | 1      | 6      |
| 5    | Rep. Ceca     | 1   | 2       | 2      | 5      |
| 5    | Russia        | 1   | 2       | 2      | 5      |
| 5    | Australia     | 1   | 2       | 2      | 5      |
| 8    | Romania       | 1   | 1       | 0      | 2      |
| 9    | Bielorussia   | 1   | 0       | 0      | 1      |
| 10   | Polonia       | 0   | 4       | 3      | 7      |
| 11   | Danimarca     | 0   | 1       | 0      | 1      |
| 12   | Ucraina       | 0   | 0       | 3      | 3      |
| 12   | Svezia        | 0   | 0       | 3      | 3      |
| 14   | Spagna        | 0   | 0       | 2      | 2      |
| 14   | Austria       | 0   | 0       | 2      | 2      |
| 16   | Gran Bretagna | 0   | 0       | 1      | 1      |

## Medaglie Canoa

### C1 200m
| Posizione | Atleta           | Paese     | Tempo |
| --------- | ---------------- | --------- | ----- |
|           | Béla Belicza     | Ungheria  |       |
|           | Martin Doktor    | Rep. Ceca |       |
|           | Michał Śliwiński | Ucraina   |       |

### C1 500m
| Posizione | Atleta           | Paese     | Tempo |
| --------- | ---------------- | --------- | ----- |
|           | Martin Doktor    | Rep. Ceca |       |
|           | Béla Belicza     | Ungheria  |       |
|           | Michał Śliwiński | Ucraina   |       |

### C1 1000m
| Posizione | Atleta          | Paese     | Tempo |
| --------- | --------------- | --------- | ----- |
|           | Andreas Dittmer | Germania  |       |
|           | Martin Doktor   | Rep. Ceca |       |
|           | Béla Belicza    | Ungheria  |       |

### C2 200m
| Posizione | Atleta                           | Paese     | Tempo |
| --------- | -------------------------------- | --------- | ----- |
|           | Thomas Zereske Christian Gille   | Germania  |       |
|           | Pavel Konovalov Vladimir Ladocha | Russia    |       |
|           | Petr Fuksa Pavel Bednar          | Rep. Ceca |       |

### C2 500m
| Posizione | Atleta                               | Paese    | Tempo |
| --------- | ------------------------------------ | -------- | ----- |
|           | György Kolonics Csaba Horváth        | Ungheria |       |
|           | Paweł Baraszkiewicz Daniel Jędraszko | Polonia  |       |
|           | Thomas Zereske Christian Gille       | Germania |       |

### C2 1000m
| Posizione | Atleta                          | Paese       | Tempo |
| --------- | ------------------------------- | ----------- | ----- |
|           | Gunar Kirchbach Matthias Roeder | Germania    |       |
|           | György Kolonics Csaba Horváth   | Ungheria    |       |
|           | Andrew Train Steve Train        | Regno Unito |       |

### C4 200m
| Posizione | Atleta                                                             | Paese       | Tempo |
| --------- | ------------------------------------------------------------------ | ----------- | ----- |
|           | Aleksandr Maseikov Andrei Eliaev Viktor Renejskij Vladimir Marinov | Bielorussia |       |
|           | György Kolonics Csaba Horváth Ervin Hoffmann Bela Belicza          | Ungheria    |       |
|           | Petr Prochazka Tomas Krivanek Petr Fuksa Pavel Bednar              | Rep. Ceca   |       |

### C4 500m
| Posizione | Atleta                                                                 | Paese    | Tempo |
| --------- | ---------------------------------------------------------------------- | -------- | ----- |
|           | György Kolonics Csaba Horváth Csaba Huttner Laszlo Szuszko             | Ungheria |       |
|           | Cosmin Pasca Marcel Glăvan Antonel Borșan Florin Popescu               | Romania  |       |
|           | Sergei Chemenov Andrei Kolonov Vladislav Polzounov Aleksandr Kostoglod | Russia   |       |

### C4 1000m
| Posizione | Atleta                                                                     | Paese   | Tempo |
| --------- | -------------------------------------------------------------------------- | ------- | ----- |
|           | Marcel Glăvan Cosmin Pasca Antonel Borșan Florin Popescu                   | Romania |       |
|           | Konstantine Fomitchev Maxim Opalev Vladislav Polzounov Aleksandr Kostoglod | Russia  |       |
|           | Daniel Jędraszko Piotr Midloch Pavel Midloch Paweł Baraszkiewicz           | Polonia |       |

## Medaglie Kayak

### K1 200m
| Posizione | Atleta             | Paese    | Tempo |
| --------- | ------------------ | -------- | ----- |
|           | Vince Fehervari    | Ungheria |       |
|           | Grzegorz Kotowicz  | Polonia  |       |
|           | Oleksei Slivinskiy | Ucraina  |       |

| Posizione | Atleta          | Paese     | Tempo |
| --------- | --------------- | --------- | ----- |
|           | Caroline Brunet | Canada    |       |
|           | Josefa Idem     | Italia    |       |
|           | Jacqui Mengler  | Australia |       |

### K1 500m
| Posizione | Atleta            | Paese    | Tempo |
| --------- | ----------------- | -------- | ----- |
|           | Botond Storcz     | Ungheria |       |
|           | Grzegorz Kotowicz | Polonia  |       |
|           | Antonio Rossi     | Italia   |       |

| Posizione | Atleta           | Paese   | Tempo |
| --------- | ---------------- | ------- | ----- |
|           | Caroline Brunet  | Canada  |       |
|           | Josefa Idem      | Italia  |       |
|           | Ursula Profanter | Austria |       |

### K1 1000m
| Posizione | Atleta           | Paese    | Tempo |
| --------- | ---------------- | -------- | ----- |
|           | Botond Storcz    | Ungheria |       |
|           | Beniamino Bonomi | Italia   |       |
|           | Knut Holmann     | Norvegia |       |

| Posizione | Atleta           | Paese   | Tempo |
| --------- | ---------------- | ------- | ----- |
|           | Caroline Brunet  | Canada  |       |
|           | Josefa Idem      | Italia  |       |
|           | Ursula Profanter | Austria |       |

### K2 200m
| Posizione | Atleta                           | Paese    | Tempo |
| --------- | -------------------------------- | -------- | ----- |
|           | Vince Fehervari Robert Hegedus   | Ungheria |       |
|           | Beniamino Bonomi Paolo Tommasini | Italia   |       |
|           | Henrik Andersson Henrik Nilsson  | Svezia   |       |

| Posizione | Atleta                               | Paese    | Tempo |
| --------- | ------------------------------------ | -------- | ----- |
|           | Birgit Fischer Anett Schuck          | Germania |       |
|           | Izabella Dylewska Elzbieta Urbanczyk | Polonia  |       |
|           | Natalia Goulii Elena Tissina         | Russia   |       |

### K2 500m
| Posizione | Atleta                          | Paese     | Tempo |
| --------- | ------------------------------- | --------- | ----- |
|           | Andrew Trim Daniel Collins      | Australia |       |
|           | Beniamino Bonomi Luca Negri     | Italia    |       |
|           | Krisztián Bártfai Gábor Horváth | Ungheria  |       |

| Posizione | Atleta                                    | Paese     | Tempo |
| --------- | ----------------------------------------- | --------- | ----- |
|           | Birgit Fischer Anett Schuck               | Germania  |       |
|           | Anna Wood Katrin Borchert                 | Australia |       |
|           | Beatrix Manchon Portillo Izaskun Aramburu | Spagna    |       |

### K2 1000m
| Posizione | Atleta                               | Paese     | Tempo |
| --------- | ------------------------------------ | --------- | ----- |
|           | Antonio Rossi Luca Negri             | Italia    |       |
|           | Jesper Staal Thomas Holm Jakobsen    | Danimarca |       |
|           | Grzegorz Kotowicz Dariusz Białkowski | Polonia   |       |

| Posizione | Atleta                               | Paese     | Tempo |
| --------- | ------------------------------------ | --------- | ----- |
|           | Birgit Fischer Marcela Bednar        | Germania  |       |
|           | Anna Wood Katrin Borchert            | Australia |       |
|           | Izabella Dylewska Elzbieta Urbanczyk | Polonia   |       |

### K4 200m
| Posizione | Atleta                                                         | Paese    | Tempo |
| --------- | -------------------------------------------------------------- | -------- | ----- |
|           | Anatolij Tiščenko Oleg Gorobij Sergey Verlin Alexander Ivanik  | Russia   |       |
|           | Vince Fehervari Krisztián Bártfai Gábor Horváth Robert Hegedus | Ungheria |       |
|           | Torsten Gutsche Mark Zabel Jan Günther Björn Bach              | Germania |       |

| Posizione | Atleta                                                                | Paese    | Tempo |
| --------- | --------------------------------------------------------------------- | -------- | ----- |
|           | Birgit Fischer Anett Schuck Manuela Mucke Katrin Wagner               | Germania |       |
|           | Karen Furneaux Corrina Kennedy Rice Danica Marie-Josèe Gilbeau-Oumeet | Canada   |       |
|           | Anna Karlsson Ingela Ericsson Maria Haglund Susanne Rosenqvist        | Svezia   |       |

### K4 500m
| Posizione | Atleta                                                             | Paese    | Tempo |
| --------- | ------------------------------------------------------------------ | -------- | ----- |
|           | Zoltán Kammerer Botond Storcz Ákos Vereckei Robert Hegedus         | Ungheria |       |
|           | Torsten Gutsche Mark Zabel Jan Günther Björn Bach                  | Germania |       |
|           | Henrik Andersson Nils-Erik Jonsson Andreas Svensson Henrik Nilsson | Svezia   |       |

| Posizione | Atleta                                                                  | Paese    | Tempo |
| --------- | ----------------------------------------------------------------------- | -------- | ----- |
|           | Birgit Fischer Anett Schuck Katrin Kieseler Katrin Wagner               | Germania |       |
|           | Kinga Dekany Szilvia Szabó Andrea Barocsi Katalin Kovács                | Ungheria |       |
|           | Beatrix Manchon Portillo Izaskun Aramburu Ana Maria Penas Belen Sanchez | Spagna   |       |

### K4 1000m
| Posizione | Atleta                                              | Paese     | Tempo |
| --------- | --------------------------------------------------- | --------- | ----- |
|           | Torsten Gutsche Mark Zabel Björn Bach Stefan Ulm    | Germania  |       |
|           | Botond Storcz Zoltan Altan Gábor Szabó Marton Bauer | Ungheria  |       |
|           | Ross Chaffer Brian Marton Peter Scott Adam Dean     | Australia |       |